# Тирольское восстание (1809)
Тирольское восстание — вооружённый конфликт между крестьянами Тирольского графства при поддержке Австрийской империи против Французской империи, Королевства Бавария, Королевства Саксония и Королевства Италия в апреле—ноябре 1809 года. Часть Войны пятой коалиции, в свою очередь, являющейся частью Наполеоновских войн.

## Предыстория
Концом Войны третьей коалиции стал Пресбургский мир, подписанный 26 декабря 1805 года Французской и Австрийской империями. Согласно ему, кроме прочего, Курфюршество Бавария получало графство Тироль. Получив Тироль его новый правитель Максимилиан I Баварский обещал новым подданным сохранить традиции и статус графства. В Инсбрук в чине гофкомиссара был направлен комиссариат.
Но премьер-министр королевства Баварии граф Максимилиан фон Монжела стал проводить реформаторскую политику, стремясь как можно быстрей поглотить Тироль. В ходе новой политики премьер-министр резко поднял налоги для крестьян, запретил экспорт крупного рогатого скота в Королевство Бавария, повёл наступление на религиозные обычаи: отменил сельские праздники, звон колоколов в конце рабочего дня был запрещён, также запрещались петиции, шествия и прочее, что было неотъемлемой частью тирольской культуры.
Была принята новая конституция Баварии, которая упраздняла автономию Тироля и обязала крестьян воевать в составе армии Королевства Бавария, что и привело к восстанию.

## Ход восстания
Поводом для восстания стало бегство крестьян в город Инсбрук, которые должны были быть призваны 12—13 марта 1809 года.
Австрийская империя поддерживала восстание, ссылаясь на статьи Пресбургского мира, которые давали автономию Тирольскому графству. Эрцгерцог Австрийский, генерал-фельдмаршал Иоганн Баптист Йозеф Фабиан Себастьян заявил, что Королевство Бавария потеряло все права на Тирольское графство. Австрия планировала вернуть Тироль под свой контроль.
Австрийский корпус под командованием маркиза, генерал-фельдцейхмейстера Иоганна Габриэля фон Шатлера, пришедший из Герцогства Каринтия, подошёл к городу Лиенц, но 13 мая 1809 года был разгромлен баварскими войсками под командованием герцога Данцигского Маршала Империи Франсуа Жозефа Лефевра.
Между тем, восставшие под командованием Андреаса Гофера собрались на территории нынешней коммуны Випитено автономной провинции Больцано-Боцен — Южный Тироль автомной области Трентино-Альто-Адидже Итальянской Республики. Дальше они пошли на север к перевалу Бреннер.
В обоих Бергисельских битвах 12 и 25 апреля 1809 года баварцы были вынуждены отступить под натиском крестьян.
Тирольцы праздновали известие о поражении Французской империи в Асперн-Эсслингской битве 21—22 мая 1809 года. Но после победы французов в Ваграмской битве 5—6 июля 1809 года генералиссимус, эрцгерцог Карл Людвиг Иоанн Йозеф Лаврентиус Австрийский, герцог Тешенский подписал Цнаймское перемирие, согласно которому, Австрийская империя, в том числе, была обязана вывести свои войска из Тирольского графства.
Несмотря на то, что повстанцы воевали в одиночку, они сумели нанести несколько поражений противнику, а после Третьей Бергисельской битвы 12—13 августа 1809 года вовсе вызвали полное отступление Французской империи.
Управление независимой территорией взял на себе Андреас Гофер.
Однако, необходимо заметить, что несмотря на подписание Цнаймского перемирия, Война пятой коалиции формально ещё не была завершена. Лишь 14 октября 1809 года был подписан Шённбруннский мирный договор и он окончил войну.
Император Австрии, король Венгрии, Богемии, Хорватии и Славонии, Галиции и Лодомерии Франц II официально заявил об отсутствии претензий на Тирольское графство. Но в тот же день император французов, протектор Рейнского союза, король Италии, медиатор Швейцарской Конфедерации бригадный генерал Наполеон I Бонапарт приказывает напасть на Тирольское графство.
Сочетая умелое командование вооружёнными силами графом, дивизионным генералом Жаном-Батистом Друэ д’Эрлоном и дипломатические старания короля Баварии Людвига I Баварского, удалось уничтожить или переубедить значительную часть повстанцев. Оставшиеся потерпели поражение в Четвёртой Бергисельской битве 1 ноября 1809 года. Эта битва фактически разгромила повстанцев, хоть они и провели несколько удачных, но незначительных сражений в конце ноября.

## Последствия
Многие повстанцы были казнены своими противниками. Андреас Гофер бежал в горы на юге Тирольского графства. 28 января 1810 года он был арестован в городе Мантуя. Вице-король Италии Эжен де Богарне просил о его помиловании, но 20 февраля 1810 года он был казнён. Его остатки были захоронены в Хофкирхе в городе Инсбрук.
После восстания Королевству Бавария пришлось уступить Австрийской империи, кроме прочего, юг Тирольского графства, а после проведения Венского конгресса — всю территорию.
С подъёмом национализма для многих тирольцев судьба Андреаса Хофера и восстание в целом стали легендой. Песня «Zu Mantua in Banden» посвящена тщетному сопротивлению «иностранным оккупантам». Позже песня стала официальным гимном федеральной земли Тироль Австрийской Республики.
Этим событиям посвящён фильм «Der Rebell» (1923 год) Луиса Тренкера.